# Bellevalia hyacinthoides
Bellevalia hyacinthoides är en sparrisväxtart som först beskrevs av Antonio Bertoloni, och fick sitt nu gällande namn av Karin Persson och Per Erland Berg Wendelbo. Bellevalia hyacinthoides ingår i släktet Bellevalia och familjen sparrisväxter.
Artens utbredningsområde är Grekland. Inga underarter finns listade i Catalogue of Life.